# Federico Chiesa
Federico Chiesa, född 25 oktober 1997, är en italiensk fotbollsspelare som spelar för Liverpool.

## Klubbkarriär

### Fiorentina
Chiesa skrev på sitt första proffskontrakt med Fiorentina i februari 2016. Han debuterade den 20 augusti 2016 i en 2–1-förlust mot Juventus. Han blev ersatt av Cristian Tello.